# Interpublic
埃培智集团有限公司（Interpublic Group of Companies, Inc.（IPG）、中国大陆翻译为“埃培智市场咨询”），世界四大广告传播集团之一（其他三家为宏盟集团、WPP集团和阳狮集团），总部在纽约市。旗下拥有万博宣伟公关（Weber Shandwick）、達睿思公关（DeVries global）、高誠公关（Golin）、麦肯环球广告（McCann-Erikson）、灵狮广告（Lowe&Partners）、博达大桥广告（FCB）和优势麦肯、以及Initiative媒介等。Michael Roth担任首席执行官。

## 历史
1902年， Alfred W. Erickson 成立； 1911年， H.K. McCann 成立； 1930年，两家公司合并为 McCann-Erickson（麦肯公司现在的全称）。 1960年， McCann Erickson 在 Marion Harper Jr. 的带领下成为了股份公司，公司也改名为 Interpublic（IPG），并在1971年上市。 IPG 下一步就是寻找合适的收购对象，灵狮成为了第一个猎物。
1928年，联合利华（Unilever）下属的广告公司—— Lintas（Lever International Advertising Services ，灵狮）成立。 Frank Lowe 在 1981年在伦敦创建 Lowe 集团， 1990年该集团被 IPG 收购。 1999年， Lowe & Partners 与 Lintas 合并； 2000年改名为 Lowe Lintas & Partners Worldwide ； 2002年1月，又改名为 Lowe & Partners Worldwide（励富）。
2001年3月，在经过了与 Havas 的一番角逐后， IPG 以 21 亿美元收购 True North 传播集团。世界广告史上的元老之一的 FCB（博达大桥广告）正式被纳入 IPG 的帐下。